# Bruno Gironcoli
Bruno Gironcoli (Villaco, 27 settembre 1936 – Vienna, 19 febbraio 2010) è stato uno scultore austriaco.
Gironcoli iniziò la sua formazione presso una bottega orafa nel 1951 ad Innsbruck, completando il suo apprendistato nel 1956. Tra il 1957 ed il 1962 studiò presso la Università di Arti Applicate di Vienna. Nel 1977 Gironcoli divenne capo della Scuola di Scultura presso l'Accademia di Belle Arti di Vienna, succedendo a Fritz Wotruba. Nel 1993 fu insignito del Gran Premio di Stato Austriaco e fu designato a rappresentare l'Austria alla Biennale di Venezia del 2003.
Dal settembre 2004, una collezione composta dalle più importanti opere realizzate finora dall'artista può essere visitata in un museo a ciò dedicato nel parco del castello di Herberstein. Su di un'area di 2000 metri quadrati sono esposte molte delle sue grandi sculture futuristiche.
È scomparso nel 2010 all'età di 73 anni.